# Lucio Visellio Varrone
Lucio Visellio Varrone (in latino: Lucius Visellius Varro; 13 a.C. circa – dopo il 24) è stato un magistrato e senatore romano, console dell'Impero romano.

## Biografia
Appartenente alla gens Visellia, che sembra essere entrata in senato solamente nel I secolo a.C., e in particolare al ramo dei Visellii Varrones, Varrone era figlio dell'homo novus e console suffetto del 12, Gaio Visellio Varrone, e probabilmente bisnipote del Gaio Visellio Varrone che fu edile curule nel 59 a.C. - primo della famiglia ad entrare in senato - e che soprattutto fu cugino di primo grado del grande Cicerone, in quanto figlio del cavaliere Gaio Visellio Aculeone e della sorella di Elvia, madre di Cicerone. La vicinanza alla famiglia dell'Arpinate ha fatto ipotizzare un'origine arpinate anche per i Viselli Varrones.
Varrone fu pretore prima del 20, dal momento che egli è attestato come membro del secondo collegio di curatores riparum et alvei Tiberis presieduto dal console suffetto del 16 Gaio Vibio Rufo e composto da ex-pretori, tra i quali figura in particolare Marco Claudio Marcello Esernino, la cui pretura è testimoniata con precisione al 19: il collegio, dunque, fu operativo dopo il 20, e in ogni caso tra 20 e 23.
Infatti, Varrone è l'unico noto tra i curatores del secondo collegio per aver raggiunto il consolato, senza dubbio sfruttando la recente nobilitas ottenuta dal padre Gaio con il suo consolato del 12: Varrone fu console ordinario per il primo semestre del 24 insieme a Servio Cornelio Cetego, per poi essere sostituito a luglio da Gaio Calpurnio Aviola e Publio Cornelio Lentulo Scipione. Il consolato di Cetego e Varrone vide il discorso di Tiberio per moderare gli onori ai giovani Nerone e Druso Cesari, le condanne di Calpurnio Pisone e Cassio Severo, del pretore Plauzio Silvano e di Vibio Sereno, e forse di Publio Suillio Rufo e di Firmio Cato, nonché la conclusione della guerra contro Tacfarinas con l'assegnazione degli ornamenta triumphalia a Quinto Giunio Bleso e non a Publio Cornelio Dolabella e la soppressione di un inizio di rivolta servile in Italia.
Inoltre, Varrone si rese protagonista di un episodio che certo non gli fece guadagnare la stima di Tacito. Egli, infatti, accusò in senato Gaio Silio, console ordinario del 13 e amico di Germanico, e la moglie Sosia Galla, amica di Agrippina maggiore: Silio, in particolare, era incorso nell'ira del prefetto del pretorio Seiano per la sua vicinanza al circolo di Germanico e in quella di Tiberio perché, oltre alla medesima vicinanza, si era vantato, dopo la sua vittoria sui ribelli gallici guidati da Giulio Floro e Giulio Sacroviro in qualità di legatus Augusti pro praetore della provincia di Germania Superiore, della disciplina dei suoi eserciti e della propria azione contenitrice sulle legioni, che, se avessero voluto, avrebbero potuto deporre Tiberio. A Silio e alla moglie venivano imputati la connivenza nella stessa rivolta di Floro e Sacroviro e l'aver nascosto i loro intrighi per lungo tempo, nonché l'aver rovinato la vittoria con un'avidità smodata: in breve, repetundae e soprattutto maiestas. Nonostante la richiesta di Silio di avere una dilazione in attesa del termine del mandato di Varrone, Tiberio rifiutò affermando che era legale per i magistrati accusare dei privati: il processo si rivelò una farsa, secondo Tacito, che aggiunge:
(Tacito, Annales, IV, 19, 2-3 [trad. Bianca Ceva, BUR])
Silio si suicidò per prevenire la condanna ormai certa, mentre Sosia Galla fu esiliata e il suo patrimonio fu in parte confiscato, in parte dato ai loro figli e in parte dato agli accusatori. Il giudizio di Tacito su Varrone è icastico, ma probabilmente esagerato nella sua volontà di annerire la figura di Varrone, da lui inteso come mero strumento di Tiberio e Seiano:
(Tacito, Annales, IV, 19, 1 [trad. Bianca Ceva, BUR].)
Infine, durante il consolato, Varrone fu promotore di due importanti leges: la lex Visellia de iure Quiritum Latinorum qui inter vigiles militaverant, secondo la quale i liberti manomessi e divenuti di diritto latino tanto maggiori quanto minori di trent'anni, se avessero prestato servizio per almeno sei anni nei vigiles, avrebbero ottenuto la cittadinanza romana, e la lex Visellia de poenis libertinorum qui ingenuorum honores usurpaverant, che puniva quegli uomini di condizione libertina che avessero tentato di usurpare honores e dignitates di uomini liberi.